# Tmarus grandis
Tmarus grandis là một loài nhện trong họ Thomisidae.
Loài này thuộc chi Tmarus. Tmarus grandis được Cândido Firmino de Mello-Leitão miêu tả năm 1929.